# 西湖街道 (潮州市)
西湖街道，是中华人民共和国广东省潮州市湘桥区下辖的一个乡镇级行政单位。

## 行政区划
西湖街道下辖以下地区：
上西平路社区、杏花巷社区、江西巷社区、曾厝巷社区、西荣社区和悦园社区。